# Alena Douhan
Alena Douhan (en biélorusse : Алена Доўгань), née en 1979, professeure de droit biélorusse, est rapporteuse spéciale des Nations unies sur « l'impact négatif des mesures coercitives unilatérales sur la jouissance des droits de l'homme » depuis le 25 mars 2020. 
Ses rapports pour l'ONU sont contestés, il lui est reproché d'avoir reçu d'importantes sommes de régimes sous sanctions et d'avoir rendu des rapports reprenant leur propagande : dénoncer l'impact des sanctions internationales et appeler à leur levée sans dénoncer le rôle négatif de ces régimes ni les appeler à cesser de violer les droits humains comme préalable à la levée des sanctions.

## Carrière

### Formation
Alena Douhan obtient un doctorat à l'Université d'État de Biélorussie en 2005, en droit international et droit européen en 2015,.

### Enseignement
Elle devient ensuite professeure de droit international à l'Université d'État du Bélarus et directrice du Centre de recherche sur la paix, un organisme proche du pouvoir et dont plusieurs cadres sont sanctionnés par l’UE pour leur rôle dans la répression de l’opposition, lorsqu'elle est nommée rapporteur spéciale pour les Nations unies,,.

## Rapporteur spécial pour l'ONU
Le poste de rapporteur spécial des Nations unies sur « l'impact négatif des mesures coercitives unilatérales sur la jouissance des droits de l'homme »  a été créé par une résolution de 2014 au Conseil des droits de l'homme de l'ONU introduite par l'Iran au nom du mouvement des non-alignés, et Alena Douhan est la deuxième personne à l'occuper,. La nomination d'Alena Douhan, le 25 mars 2020, alors même que le Bélarus est placé sous sanctions par l'Union européenne, soulève des inquiétudes. Ce poste n'est pas rémunéré et son titulaire n'est pas membre du personnel de l'ONU, mais rien ne l'empêche de recevoir des subventions à titre privé,. En mai 2022, Hong Kong Free Press et UN Watch rapportent qu'en 2021, Alena Douhan a reçu des financements de plusieurs régimes eux-mêmes placés sous sanctions : 200 000 dollars du gouvernement chinois, 150 000 dollars de la Russie et 25 000 dollars du Qatar,.
Alena Douhan est accusée par des ONG de défense des droits humains, des chercheurs ainsi que par des opposants aux régimes sous sanctions de répéter la propagande de ces dictatures ou d'en faire le jeu dans ses rapports et déclarations, fustigeant les sanctions et leurs conséquences sans évoquer les violations des droits humains et crimes de guerre ayant entrainé la mise en place de ces sanctions, et sans appeler les gouvernants à cesser toute violations (préalable à la levée des sanctions). Elle est par ailleurs citée et interviewée sur des médias de propagande telles RT, Press TV, The Grayzone, ainsi que par des personnalités connues pour diffuser la propagande de régimes autoritaires, comme Aaron Maté, Pierre Le Corf ou Rania Khalek,,,,.

### Qatar
Alena Douhan séjourne au Qatar pendant douze jours en novembre 2020 pour évaluer l'impact des sanctions imposées par les pays voisins. Elle doit faire un rapport à la 48e session du Conseil des droits de l'homme des Nations unies, qui se tient en septembre 2021. Dans une déclaration préliminaire, elle appelle à la levée des sanctions,.

### Syrie
En décembre 2020, Alena Douhan demande aux États-Unis de lever leurs sanctions contre la Syrie, affirmant qu'elles « pourraient empêcher la reconstruction de l'infrastructure civile syrienne » détruite par le conflit, et pourraient « violer les droits humains du peuple syrien ». Ses commentaires sont bien accueillis par le régime syrien, mais rejetés par l'envoyé spécial américain pour la Syrie ainsi que par des ONG de défense des droits humains syriennes,. En novembre 2022, Alena Douhan se rend en Syrie et appelle de nouveau les États-Unis, l'Union européenne et certains États arabes à lever leurs sanctions, qui, selon elle, « entraînent des pénuries de médicaments et d'équipements médicaux qui affectent la vie des Syriens ordinaires ». L'opposition syrienne reproche à Alena Douhan de répéter la propagande du régime sans jamais évoquer la responsabilité de celui-ci dans les crimes ayant amené la communauté internationale à prendre des sanctions à son encontre, ni son rôle dans les pénuries pour les Syriens, notamment à travers le détournement massif de l'aide humanitaire internationale.

### Venezuela
Alena Douhan doit se rendre au Venezuela en août 2020 pour enquêter sur l'impact des sanctions internationales. Avant sa visite, 66 ONG vénézuéliennes, dont PROVEA, demandent à Alena Douhan, dans une lettre ouverte, d'examiner l'impact néfaste des sanctions dans le contexte des années de répression, de corruption et de mauvaise gestion économique qui ont précédé les sanctions, et lui ont demandé de rencontrer la presse indépendante et la société civile des chercheurs,,,.
Elle arrive le 31 janvier et est accueillie par un ministre du gouvernement et l'ambassadeur du Venezuela à l'ONU. Elle déclare sur ses conclusions préliminaires, en partant, le 12 février que les sanctions contre le Venezuela ont eu un impact notable « dévastateur » tant sur l'économie que sur la population et que le « nombre croissant de sanctions unilatérales imposées par les États-Unis, l'Union européenne et d'autres pays ont exacerbé les calamités économiques et humanitaires au Venezuela », mais que le déclin économique du Venezuela « a commencé en 2014 avec la chute des prix du pétrole » et que « la mauvaise gestion et la corruption y avait aussi contribué ».
Le gouvernement salue le rapport, tandis que l'opposition l'accuse de « faire le jeu du régime » de Nicolás Maduro,,,. Alena Douhan est durement critiquée par la société civile vénézuélienne, et plusieurs organisations non gouvernementales se prononcent sur les réseaux sociaux avec le hashtag « #Lacrisisfueprimero » (la crise est venue en premier) rappelant que la crise a précédé les sanctions),,.

## Publications
- Douhan, AF (2017) La crise ukrainienne : mauvaises réponses de la communauté internationale ? dans Władysław Czapliński, The case of Crimea's annexation under international law, SCHOLAR Publishing House, 2017 (ISBN 978-83-7383-901-4, OCLC 1023629066)
- Douhan, AF (2018). Droits humains fondamentaux et mesures coercitives : impact et interdépendance. Journal de l'Université d'État de Biélorussie. Relations internationales, 1, 67-77. Extrait de https://journals.bsu.by/index.php/internationalRelations/article/view/1307
- Douhan, Alena F. (2020) "NATURE CHANGEANTE D'UN INDIVIDU DANS LE DROIT INTERNATIONAL." Revue de droit de l'Université de Kutafin, vol. 5, non. 2, 2018, p. 290+. Consulté le 10 juin 2020.